# 滑板

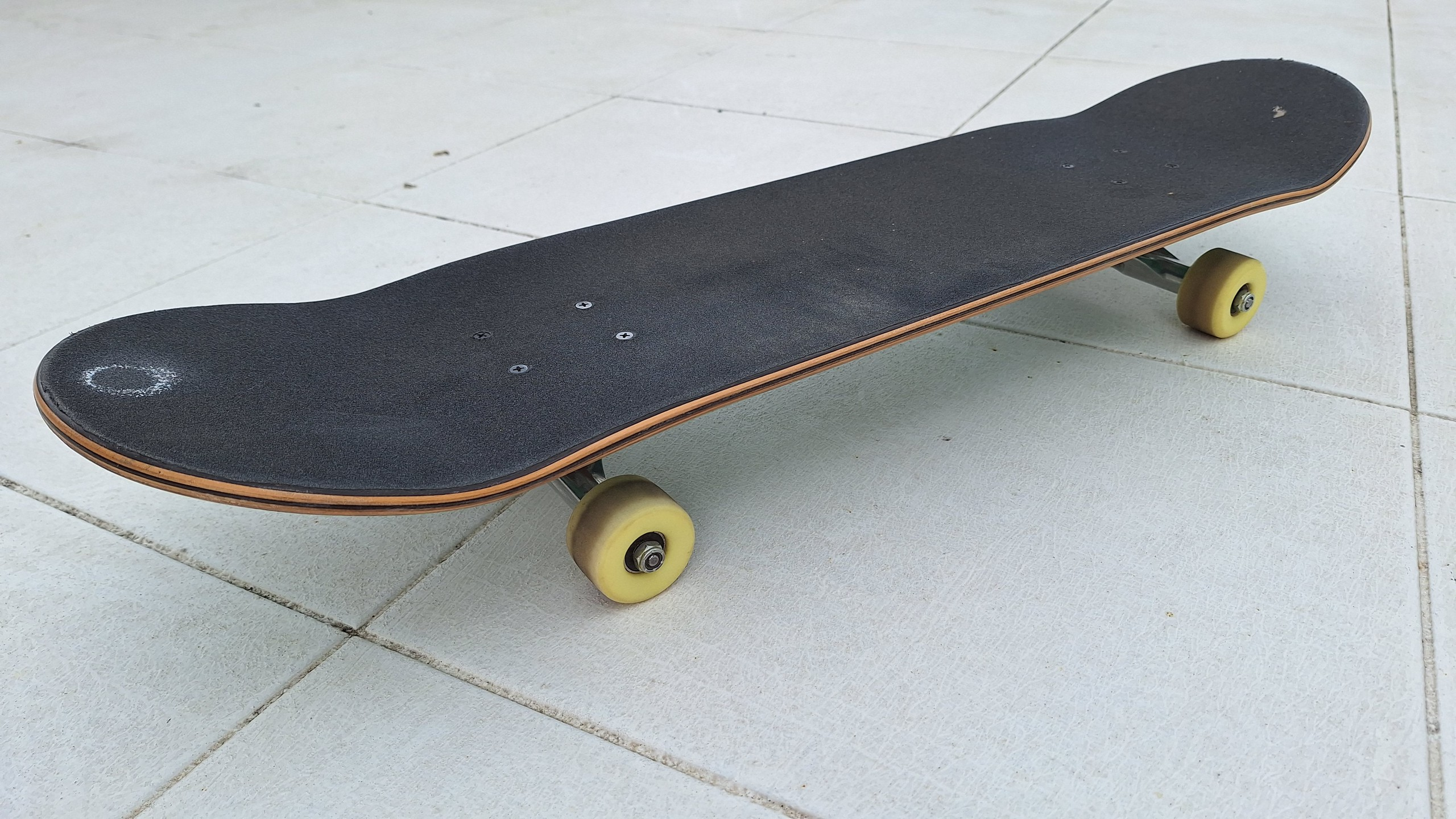
技術滑板(技板)之正面/上面模樣，貼有覆蓋整個平面的砂紙貼紙(Grip tape)

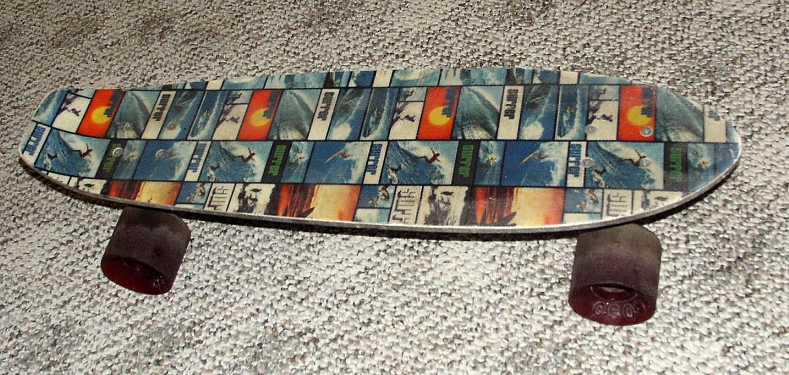
衝浪滑板

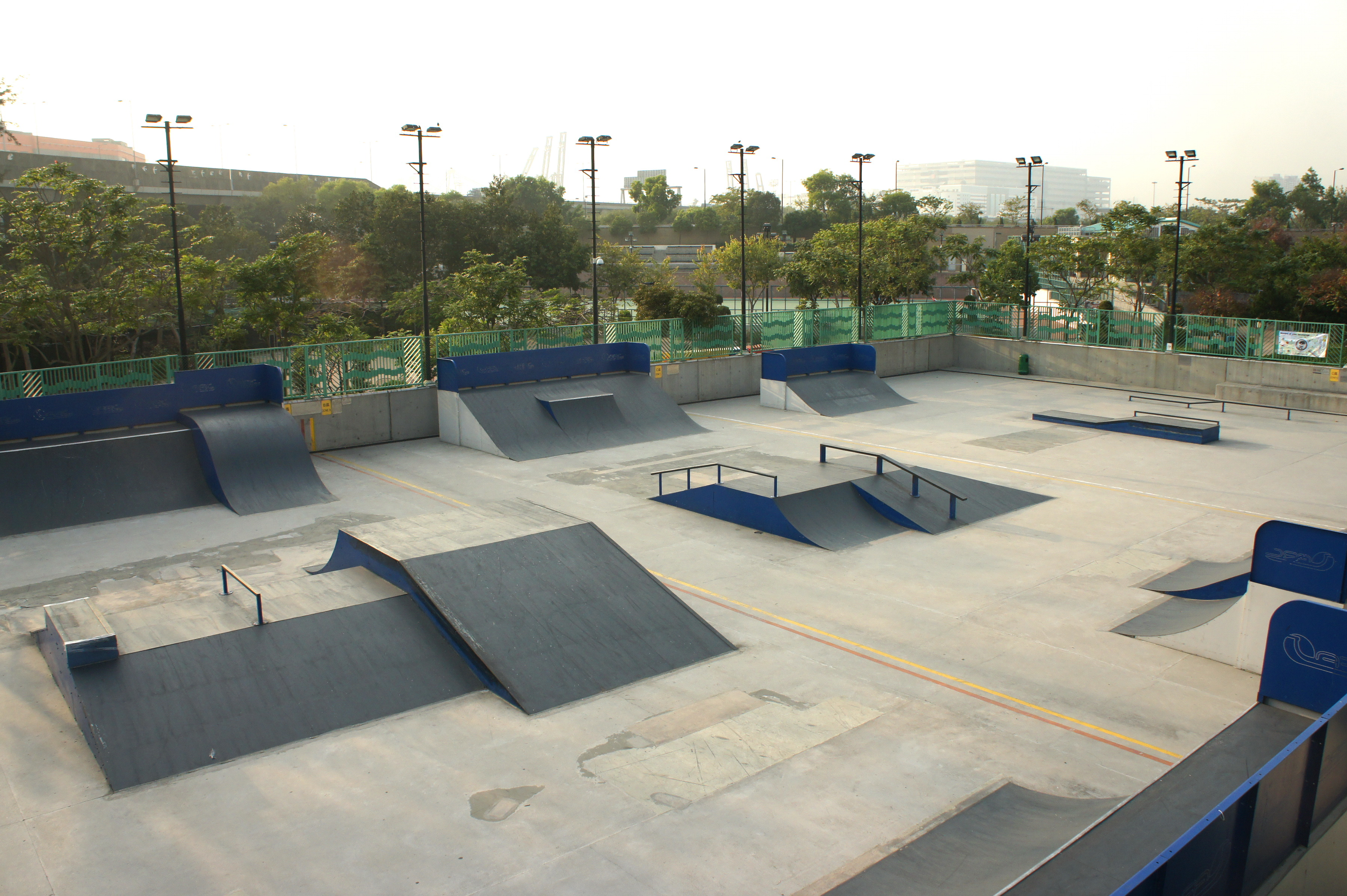
滑板場

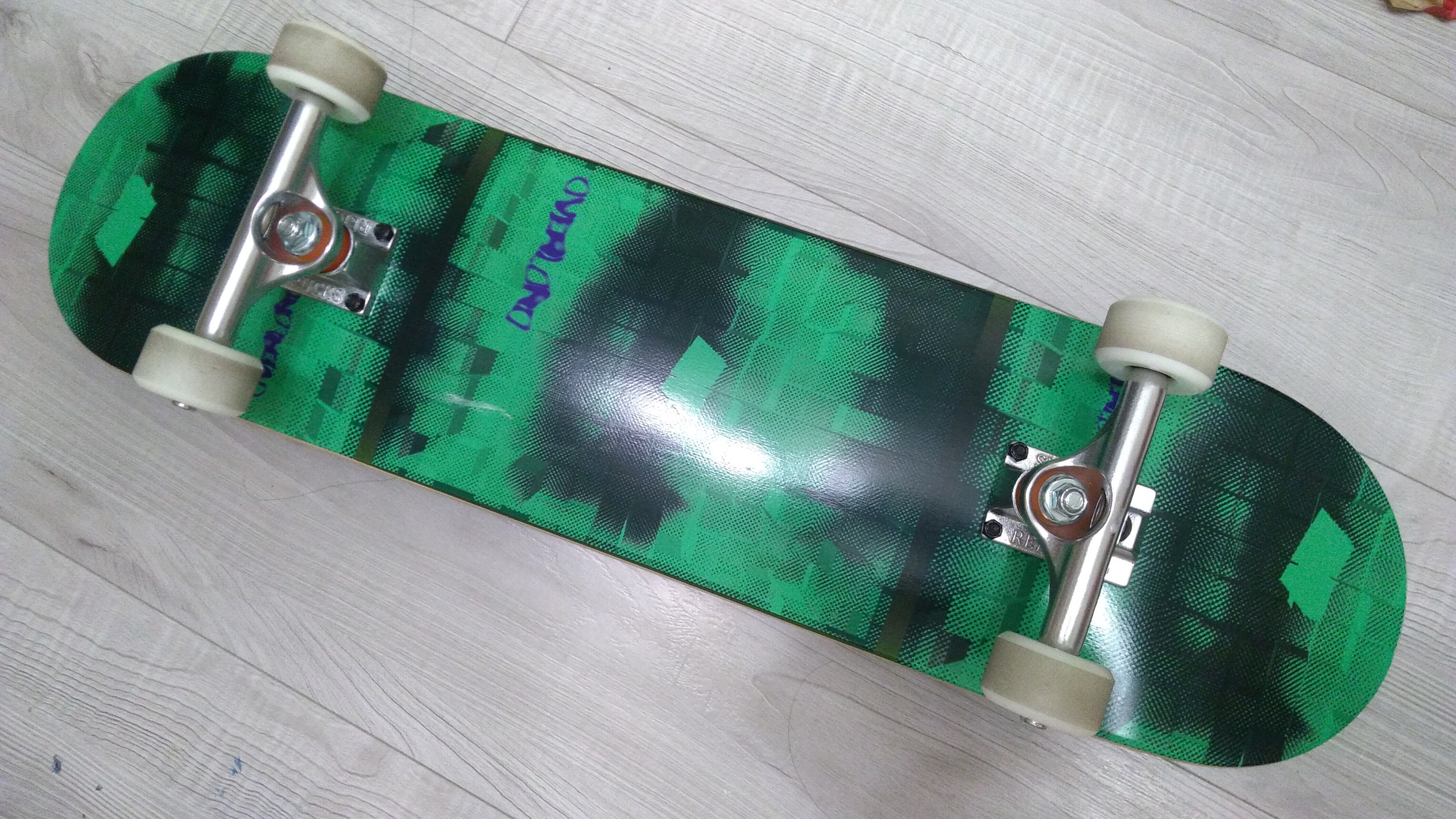
技術滑板(技板)之背面/板底模樣，帶有2個輪架(Truck)與4個輪子(Wheel)

滑板是一種用於滑板活動的運動器材。通常由專業設計的7層楓木膠合板製成，正面/上方貼有砂紙，反面/底部前後各有一個金屬輪架，每個輪架再連接2個聚氨酯輪子，共4輪。輪子與輪架間墊有8個培林(軸承)。各零件以三種尺寸的螺絲來組合。

## 組成

#### 板身(Deck)
通常由7層楓木膠合木板製成，寬度從7.0英寸的兒童尺寸，到公園(Park)滑行的9.0英寸皆有，一般技術板的常見板寬約為8英寸左右；長度則從30英寸到長板的48英寸。依照不同用途，有各種形狀。

#### 砂紙(Grip tape)
為鞋底與板身之間提供足夠的摩擦力。通常為黑色，也有透明或繪有圖案者，做成貼紙形式。

#### 輪架(Truck)
T字結構的金屬零件，中心點有大橡膠塊，可調整最大的螺絲來控制橡膠塊鬆緊。維持滑行的操控性、穩定性，幫助滑板運動時產生扭力。有些會在結構與材質上做輕量化處理。

#### 培林/軸承(Bearing)
為同心雙圓金屬環結構，兩環之間有金屬珠及固定架，用途是增加滑行的續航力、速度。一塊滑板的組成需要8個，每顆輪子裝2個。

#### 輪子(Wheel)
材質為聚氨酯，有軟硬度與尺寸之分，通常搭配板身用途、操控性的需求來做選擇。一般技術板常用直徑52mm上下、硬度90a(du)上下的輪子。可調整螺絲鬆緊以適應滑行需求。

## 類型
依照滑板的用途、板身形狀、輪架性質、輪子大小及硬度等條件，還可分為：
- 長板(longboard)：板身最長，適合街道滑行，做舞蹈表演、翻板動作等。下坡競速(Downhill)活動使用的滑板屬此分類的其中一種。
- 技術板(skateboard)：也稱為技板、街板、雙翹板。適合做特技招式(Trick)表演。2020年夏季奧林匹克運動會列入比賽項目的滑板即屬此類。
- 衝浪板(surf board)：模擬海上衝浪而做特殊設計的滑板。前輪架能更靈活地轉向，讓玩家能藉由身體的扭動與平衡感持續滑行。板身前端通常較寬而尖，板尾平直或略呈魚尾造型。
- 交通板(cruiser board)：又稱為巡弋板，形狀有些類似衝浪板，適合街滑、克服地形，通常做為代步工具。為此還有縮小攜帶尺寸的「小魚板」。

## 歷史
滑板起源於1940年代末，美國加利福尼亞州的衝浪愛好者。由於衝浪容易受到地理與氣候條件的影響，於是愛好者們決定在陸地上模擬這項運動。一塊木板底部裝上兩排輪滑的鐵質輪子，這就是第一代滑板。
當時玩滑板的幾乎全為衝浪族群，為了在沒有浪時仍能練習腳感，所以當時的滑板動作幾乎與衝浪相似，且大多為平面動作。1960年代，隨著龐克文化與新浪潮音樂的興起，滑板不僅僅滿足於平面運動，許多公司開始舉辦比賽，因此場地越來越多樣，泳池、斜坡、半管等，而且玩法也越來越豐富。
滑板最重要的轉變是在1970年代。60年代的滑板輪子多為鐵輪或是黏土燒製而成，十分笨重，而且無法轉向，也沒有任何彈性。而Frank Nasworthy參觀朋友爸爸的橡膠工廠後，嘗試用橡膠來製作滑板輪子，大大改善了滑板的避震性。1970年代末期，一位叫做Alan Gelfand的滑板愛好者，發明了一種滑板技巧Ollie，給滑板運動帶來了革命性的進步。然而種種運動傷害事件讓美國政府開始抵制，滑板由此帶上了叛逆色彩，並且走上街頭。將所有街頭障礙物當做自己技巧的磨練，這時，兩頭翹起、形狀對稱的雙翹滑板就出現了，也稱街式滑板。
1980年代的滑板的形狀越來越豐富，但同時受到的阻力也越來越大。技巧越多，也意味著危險性越大。

## 奧運記錄
2020年東京奧運會，滑板首次作為比賽項目。男子街頭滑板運動的第一枚奧運金牌由堀米雄斗（日本）獲得，凯尔文·赫夫勒 (巴西)–銀牌，賈格·伊頓(美國)–銅牌。女子街頭西矢椛（日本）-金牌，賴薩·萊亞爾（巴西）-銀牌，中山楓奈（日本）-銅牌。